# Susan Ideh
Susan Funaya Ideh, née le 5 mai 1987, est une joueuse nigériane de badminton.

## Carrière
Susan Ideh est médaillée d'argent en double dames avec Grace Daniel, médaillée d'argent par équipe mixte et médaillée de bronze en double mixte avec Abimbola Odejoke aux Jeux africains de 2003 à Abuja.
Elle est médaillée de bronze en simple dames aux Championnats d'Afrique de badminton 2004 à Rose Hill.
Elle est médaillée d'argent en double dames avec Grace Daniel aux Jeux africains de 2007 à Alger.
Elle est médaillée de bronze en simple dames aux Championnats d'Afrique de badminton 2009 à Nairobi. Aux Championnats d'Afrique de badminton 2010 à Kampala ainsi qu'aux Championnats d'Afrique de badminton 2011 à Marrakech, elle est médaillée d'argent en double dames avec Maria Braimoh ; lors des Championnats d'Afrique 2011, elle est aussi médaillée de bronze en simple dames.
Aux Jeux africains de 2011 à Maputo, elle est médaillée d'or en simple dames et médaillée d'or par équipe mixte.
Elle est médaillée de bronze par équipe aux Jeux africains de 2015 à Brazzaville.